# 펠라기우스 (4세기)
펠라기우스(Pelagius, 354년경~418년)는 구원에서 인간의 선택을 강조하고 원죄를 부정하는 교리 체계(반대자들에 의해 펠라기우스주의라고 명명됨)를 주장한 신학자이다. 펠라기우스는 415년 디오스폴리스 공의회에서 이단으로 고발당했으며, 특히 인간의 선한 본성과 금욕주의를 선택할 개인의 책임에 대한 펠라기우스주의적 견해는 아우구스티누스로부터 혹독한 비판을 받았다. 펠라기우스는 특히 인간 의지의 자유를 강조했다. 펠라기우스의 개인적인 삶과 경력에 대해서는 알려진 바가 거의 없다.

## 생애 초반
펠라기우스는 390년경부터 418년까지 활동했다. 동시대인인 아우구스티누스, 아퀴테인의 프로스퍼, 마리우스 메르카토르, 파울루스 오로시우스는 그가 켈트족 브리튼 출신이라고 말했다. 키가 크고 통통한 체격이었는데, 히에로니무스는 펠라기우스를 아일랜드인이라고 생각하며 그가 "아일랜드 죽을 과식했다"(Scotorum pultibus praegravatus)고 말했다.:206  펠라기우스는 또한 고등 교육을 받았고, 라틴어와 그리스어를 매우 유창하게 구사하며 썼으며, 신학에도 능통했다. 이름은 전통적으로 웨일스 이름 모건("바다에서 태어난") 또는 다른 켈트어 등가어의 그리스어 형태(그리스어 pélagos, "바다"에서 유래)로 이해되어 왔다.
펠라기우스는 380년경 로마로 이주하면서 더 잘 알려지게 되었다. 그곳에서 그는 금욕적인 생활로 명성을 얻었으며, 놀라의 파울리누스와도 서신을 주고받았다. 25년 후, 아우구스티누스는 펠라기우스가 아우구스티누스의 고백록(397–401)에 나오는 "당신이 명하는 것을 주시고, 당신이 원하는 것을 명하소서"라는 구절에 강하게 반응했다고 말했다. 그는 이것이 인간의 책임을 훼손한다고 믿었기 때문이다. 그러나 이 사건의 역사성은 학자들에 의해 의문시된다.
410년에 알라리쿠스 1세가 로마를 약탈했을 때, 펠라기우스와 그의 추종자 카엘레스티우스는 카르타고로 도피하여 그곳에서 계속 활동했다.

## 반대자들

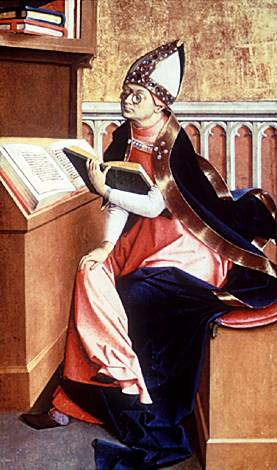
아우구스티누스

### 아우구스티누스
펠라기우스주의는 특히 카르타고 주변에서 빠르게 확산되었다. 아우구스티누스는 412년에 《De peccatorum meritis et remissione libri III》(죄의 공로와 용서에 관한 세 권의 책)를 썼고, 414년에는 《De spiritu et littera》(영과 문자에 관하여)를 썼다. 414년에 시칠리아에서 불안한 소문이 들려오고 카엘레스티우스의 저작으로 알려진 《Definitiones Caelestii》가 그에게 보내지자, 그는 즉시(414년 또는 415년) 반박문인 《De perfectione justitiae hominis》를 발표했다. 이 책들에서 그는 원죄의 존재, 유아 세례의 필요성, 그리스도 없이 죄 없는 삶의 불가능성, 그리고 그리스도의 은혜의 필요성을 강력히 주장했다. 아우구스티누스는 펠라기우스의 삶과 신학에 대한 중요한 자료이며, 그에 대해 광범위하게 기록했다.

### 히에로니무스
펠라기우스는 곧 팔레스타인으로 떠나 그곳 주교와 친분을 맺었다. 그곳에 살던 히에로니무스도 이 논쟁에 참여하게 되었다. 펠라기우스는 히에로니무스의 에페소인들에게 보낸 편지 주석을 비판했다. 히에로니무스는 펠라기우스에 맞서 크테시폰에게 보낸 편지와 《Dialogus contra Pelagianos》를 썼다. 당시 히에로니무스와 함께 있던 오로시우스는 아우구스티누스의 제자로서 펠라기우스주의의 위험성에 대해 비슷한 견해를 가지고 있었다. 그들은 함께 펠라기우스를 공개적으로 비난했다. 펠라기우스의 개인적인 친구였던 예루살렘의 주교 예루살렘의 요한 2세는 415년 7월에 공의회를 소집했다. 교회 자료에 따르면 오로시우스가 그리스어에 능통하지 않아 설득력이 떨어졌고, 요한은 동방 출신이라 인간에게 타고난 죄가 없다는 주장을 더 쉽게 받아들였다고 한다. 그러나 공의회는 판결을 내리지 않았고, 펠라기우스, 히에로니무스, 오로시우스 모두 라틴어 사용자였기 때문에 논쟁을 라틴 교회로 넘겼다.

### 디오스폴리스
몇 달 후 415년 12월, 카이사레아 주교 아래 디오스폴리스 시노드(리다)에서 성지로 온 두 명의 폐위된 주교가 공의회를 소집했다. 무관한 이유로 두 주교 모두 참석하지 않았고, 오로시우스는 요한 주교와 상의 후 떠났다. 펠라기우스는 공의회에 모든 인간은 하느님에 의해 창조되었기 때문에 구원을 위해 하느님이 필요하다고 믿는다고 설명했다. 그는 또한 카엘레스티우스의 많은 저작이 자신의 견해를 대변하지 않는다고 주장했다. 그는 아우구스티누스 자신을 포함하여 다른 권위 있는 인물들의 추천서를 제시했다. 아우구스티누스는 그들의 모든 의견 불일치에도 불구하고 펠라기우스의 인격을 높이 평가했다.
따라서 디오스폴리스 공의회는 다음과 같이 결론 내렸다: "이제 우리는 펠라기우스 수도사에 대한 고발에 대해 그의 면전에서 만족할 만한 설명을 들었으며, 그가 건전한 교리에 동의하고 교회의 신앙에 반하는 것들을 비난하고 파문하므로, 우리는 그가 가톨릭 교회의 친교에 속한다고 판단한다."

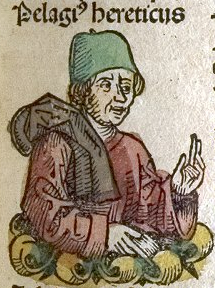
뉘른베르크 연대기에 묘사된 펠라기우스

## 사상과 신학
펠라기우스는 인간은 본래 선하다는 성선설을 주장하였다. 펠라기우스는 하느님이 창조한 모든 것이 선하다고 주장했으며, 따라서 하느님이 어떻게 인간을 타락한 존재로 만들었는지 "이해할 수 없었다." 이것은 아우구스티누스의 성악설과 정반대된다. 그는 죄가 하나님에 대해서 대적하는 행위로 보고, 사람들은 스스로 자발적으로 선한 행동을 할 수 있는 능력을 가지고 태어났다고 주장하였다. 즉, 자신의 행동에 개인 스스로가 책임을 져야 하며, 그런 능력이 모두에게 내재되어 있다는 것이다. 즉, 그리스도가 죄인을 구원할 필요가 없고, 단지 그리스도가 도덕적 모범을 가진 자라고 주장하였다. 이런 그의 사상은 아우구스티누스와 가톨릭 교회를 문란시키는 것이므로 그는 이단으로 정죄받게 되었다.
마니교는 영혼은 신이 창조했지만, 물질은 타락하고 악하다고 강조했다. 신학자 제럴드 보너는 펠라기우스의 주장된 견해가 부분적으로 마니교에 대한 "과잉 반응"이었다고 보았다.  펠라기우스주의자들은 아우구스티누스가 마니교 신학을 기독교 교회로 끌어들였다고 비난했지만, 아우구스티누스 자신은 이를 부인했다.
인류가 죄를 피할 수 있고, 인간이 자유롭게 하느님의 계명을 따르기로 선택할 수 있다는 견해는 펠라기우스 가르침의 핵심이었다고 여겨진다. 펠라기우스는 인간의 자율성과 의지의 자유를 강조했다. 펠라기우스의 인간의 "죄를 짓지 않을 도덕적 능력"에 대한 견해를 보여주는 예는 그의 데메트리아스에게 보낸 편지에서 찾을 수 있다.
펠라기우스에게 "은혜"는 자유의지라는 선물, 모세 율법, 그리고 예수의 가르침으로 구성되었다. 아우구스티누스에 따르면, 펠라기우스주의자들은 유아 세례가 죄가 없는 아기들에게는 무용하다고 보았다. 펠라기우스의 제자였던 카엘레스티우스 역시 원죄와 구원을 위한 유아 세례의 필요성을 부인했다고 한다.

## 교황 조시모
자신의 비난을 되돌리려던 펠라기우스는 교황 조시모, 즉 인노첸시오 1세의 후계자에게 편지와 신앙 진술서를 써서 자신이 정통임을 주장했다. 이 편지들에서 그는 공의회에서 비난한 내용과 모순되지 않도록 자신의 신념을 명확히 설명했다. 조시모는 카엘레스티우스의 설득으로 사건을 재심하기로 했으나, 아프리카 주교들과 호노리우스 황제의 반대로 인해 조시모는 418년에 카엘레스티우스와 펠라기우스를 비난하고 파문해야 했다.
펠라기우스주의는 418년 카르타고 공의회에서 단죄되었다. 펠라기우스와 카엘레스티우스가 이단으로 선언되지 않은 것에 충격을 받은 아우구스티누스는 418년에 카르타고 공의회를 소집했다.

## 죽음과 여파
단죄된 후 펠라기우스는 예루살렘에서 추방되었고, 알렉산드리아의 키릴로스는 그가 이집트에 정착하는 것을 허락했다. 그 이후로는 그의 소식이 들리지 않는다.
그의 죽음으로 그의 가르침이 사라진 것은 아니지만, 그의 추종자들은 그 가르침을 수정했을 수도 있다. 펠라기우스의 실제 가르침에 대한 정보가 거의 남아 있지 않기 때문에, 그의 일부 교리는 그의 적들(아우구스티누스의 추종자들과 당시의 전반적인 교회 지도부)에 의해 수정되고 억압되었을 가능성이 있다.
펠라기우스와 카엘레스티우스는 431년 에페소 공의회에서 이단으로 선언되었다.
펠라기우스주의와 반펠라기우스주의에 대한 믿음은 그 후 몇 세기 동안, 특히 브리튼, 팔레스타인, 북아프리카에서 흔했다. 오세르의 게르마누스 성자는 429년경 브리튼을 방문하여 펠라기우스주의에 맞서 싸웠다. 웨일스에서는 성 다비드가 6세기에 펠라기우스 추종자들에 맞서 브레피 공의회와 승리 공의회를 소집한 것으로 알려져 있다.

## 평가
5세기 그에 대한 비난 때문에 펠라기우스는 "가장 깊은 이단의 수괴"로 알려지게 되었다. 그러나 1943년 조르주 드 플랭발의 전기 출간과 최근 학자들의 연구 이후 그에 대한 평가는 바뀌었으며, 현대에는 정쟁의 희생양이 된 정통 기독교 신학자로 보는 견해도 있다. 그의 바울 서신 주석은 중세 시대에 인기가 많았지만, 종종 다른 저자들의 작품으로 주장되기도 했다.
펠라기우스에 대한 객관적인 평가는  어렵다. 그의 이름은 수세기 동안 개신교와 가톨릭 모두에게 비난의 대상으로 사용되었고, 그를 옹호하는 사람은 거의 없었다. 초기 교회는 그의 사상을 비난했고, 종교개혁 시대에는 로마 가톨릭교회가 그의 신념을 고수한다고 비난하며 펠라기우스와 가톨릭 교회를 모두 단죄했다.  카를 바르트는 영국을 펠라기우스주의자라고 불렀다. 현대 학자들은 펠라기우스가 나중에 그의 추종자들과 연관된 더 극단적인 입장을 취하지 않았다고 주장한다. 로널드 허튼은 그를 "일류 신학자"라고 묘사한다.
신학자 캐롤 해리슨은 만약 아우구스티누스가 펠라기우스 논쟁에서 승리하지 않았다면, 펠라기우스가 "인간, 인간의 책임과 자유, 윤리, 구원의 본질에 대한 서구적 이해에 근본적으로 다른 대안"을 제시했을 것이라고 논평했다. 해리슨에 따르면, "펠라기우스주의는 하느님의 정의를 수호하고, 하느님에 의해 창조된 인간 본성의 온전함을 보존하며, 인간이 완전한 의로운 삶을 달성할 의무, 책임, 능력을 보존하려는 시도"이다. 그러나 이것은 인간의 나약함을 경시하고 "신성한 은총의 작용이 단순히 외적인 것"으로 제시하는 대가를 치른다. 학자 레베카 위버에 따르면, "펠라기우스를 가장 두드러지게 한 것은 하느님에 의해 주어졌고 죄나 환경에 의해 변하지 않는 무제한적인 선택의 자유에 대한 그의 확신이었다."
1956년, 존 퍼거슨은 다음과 같이 썼다: 
만약 이단이 다른 진리를 배제하고 한 진리만을 강조하는 자라면, 펠라기우스는 적어도 아우구스티누스만큼 이단이 아니었을 것이다. 그의 잘못은 과장된 강조에 있었지만, 비판의 결과로 필요한 적절한 수정을 거친 그의 철학의 최종 형태에서는 그의 어떤 진술도 기독교 신앙과 완전히 양립할 수 없거나 신약성경의 관점에서 옹호할 수 없다고 단정할 수는 없다. 아우구스티누스에 대해서도 똑같이 말할 수 있다고는 결코 분명하지 않다.

## 저서
현존하는 그의 작품 중 온전히 알려진 것은 거의 없다. 다음과 같다:
- De fide Trinitatis libri III("삼위일체 신앙에 관하여: 세 권의 책")
- Eclogarum ex divinis Scripturis liber primus("거룩한 성경 발췌: 첫 번째 책")
- Commentarii in epistolas S. Pauli("성 바울 서신 주석")

그의 작품 대부분은 그의 반대자들의 인용문으로만 남아 있다. 20세기에 들어서야 펠라기우스의 작품으로 추정되는 작품들이 그렇게 식별되었다.
다른 저서로는 아우구스티누스의 은혜와 본성에 관하여에 일부 인용된 《본성에 관하여》와 아우구스티누스의 《그리스도의 은혜에 관하여》에 인용된 《의지의 자유 옹호》가 있다. 또한 그의 데메트리아스에게 보낸 편지와 다른 편지들의 파편, 그리고 교황 조시모가 받은 서면 신앙 진술서도 남아 있다.

## 같이 보기
- 에클라눔의 율리아누스

## 추가 자료
번역본
- Pelagius's Commentary on St Paul's Epistle to the Romans (translated with introduction and notes by Theodore de Bruyn), Oxford: Clarendon Press, 1993 ISBN 0-19-814399-0
- Pelagius's Expositions of the Thirteen Epistles of St. Paul (edited by A. Souter) Texts and Studies; 9, 3 vols. in 1. Cambridge: Cambridge University Press, 1922–1931 1: Introduction 2: Text – 3: Pseudo-Jerome interpolations

다른 저작
- Axworthy, Michael (2018년 12월 7일). 《The Revenge of Pelagius》. 《New Statesman》.
- Bonner, Ali, The Myth of Pelagianism, Oxford University Press, 2018.
- 브린리 리스, Pelagius A Reluctant Heretic, The Boydell Press, Woodbridge, 1988.
- Brinley Rees (ed.), Pelagius: Life and Letters, The Boydell Press, Woodbridge: 1989, 1991. ISBN 0-85115-282-1 Translation of 18 letters, including Epistle to Demetrias, and minor treatises attributed at various times to Pelagius or his followers. ISBN 0-85115-714-9
- Hawley, Joshua (2019년 6월 4일). 《The Age of Pelagius》. 《Christianity Today》.
- Nelson, Eric, The Theology of Liberalism: Political Philosophy and the Justice of God, Harvard University Press, 2019
- Robert Van de Weyer (ed.), The Letters of Pelagius: Celtic Soul Friend, Little Gidding books, Evesham: Arthur James, 1995.
- Pelagius, Epistula ad Demetriadem. Brief an Demetrias, Einleitung, Edition und Übersetzung von Gisbert Greshake, [Fontes Christiani], Band 65, Herder, Freiburg, 2015
- Squires, Stuart. The Pelagian Controversy: An Introduction to the Enemies of Grace and the Conspiracy of Lost Souls. Eugene: Wipf and Stock, 2019. [{{{설명}}}]
- Yamada, N. (2020). Pelagius' View of Ideal Christian Women in his Letters, Scrinium, 1–22. doi:10.1163/18177565-00160A17